# ツール・ド・フランス1993
| 第80回 ツール・ド・フランス 1993 | 第80回 ツール・ド・フランス 1993           |
| -------------------------------- | ------------------------------------------ |
| 全行程                           | 20区間, 3714 km                            |
| 総合優勝                         | ミゲル・インドゥライン 95時間57分09秒      |
| 2位                              | トニー・ロミンゲル +4分59秒                |
| 3位                              | ゼノン・ヤスクワ +5分48秒                  |
| 4位                              | アルバロ・メヒア +7分29秒                  |
| 5位                              | ビャルヌ・リース +16分26秒                 |
| ポイント賞                       | ジャモリディネ・アブドヤパロフ 298ポイント |
| 2位                              | ヨハン・ムセウ 157ポイント                 |
| 3位                              | マキシミリアン・シャンドリ 153ポイント     |
| 山岳賞                           | トニー・ロミンゲル 449ポイント             |
| 2位                              | クラウディオ・キアプッチ 301ポイント       |
| 3位                              | オリベリオ・リンコン 286ポイント           |

ツール・ド・フランス1993はツール・ド・フランスとしては80回目の大会。1993年7月3日から7月26日まで、プロローグと全20ステージで行われた。

## みどころ
グランデパールはブルターニュ・ヴァンデ県にあるテーマパーク「ピュイ・デュ・フー」。そこからパリの北をかすめるように東へ進み、チームタイムトライアル・個人タイムトライアルが行われた。
第2週はじめでアルプスステージを迎えたが、ツール最高の舞台として名高いラルプ・デュエズが、スポンサーのリゾート会社が撤退したためこの年はコースから外れ、替わってイゾラ2000が用意された。また、標高2645mのガリビエ峠に加え、それを更に上回る2802mのボネット峠を越えるコースも取り入れられるなど、近年にない過酷な山岳レースとなった。
第2週最終日から第3週前半でピレネーステージ。最終日前日はパリ近郊のブレティニー＝シュル＝オルジュをスタートとする個人タイムトライアルとなった。
ピョートル・ウグルモフに58秒差にまで詰め寄られながらもジロ・デ・イタリアを連覇した王者・ミゲル・インドゥラインが当大会3連覇のみならず、史上初の2年連続ダブルツール制覇に王手。
ジロでは3位に甘んじたクラウディオ・キアプッチが今大会もまた対抗格。前年、世界自転車選手権を連覇したジャンニ・ブーニョも当然対抗格の一人ではあるが、ジロでの大敗（18位）が気になるところ。一方、ブエルタ・ア・エスパーニャを制したトニー・ロミンゲルが不気味な存在。
ところで、ランス・アームストロングがモトローラチームの一員としてツール初出場を果たしたのが今大会であった。

## 今大会の概要
ジロではウグルモフに大ピンチに追い込まれて不調を噂されていたインデュラインであったが、プロローグでは圧勝。2位にはタイムトライアルでインデュラインを負かしたことがある唯一の男、アレックス・ツェーレが入る順当なスタートとなった。
序盤戦は区間優勝と中間スプリントポイントのボーナスタイムによるマイヨ・ジョーヌ争いとなり、マリオ・チポリーニとウィルフレッド・ネリッセンが激しく火花を散らした。
第4ステージのチームタイムトライアルでは前評判の高かったオンセがメカトラブルの連続で涙を呑み、チポリーニにマイヨを着せるため勝負に出たGB-MGが勝利。マイヨ・ジョーヌはチポリーニが獲得する。トニー・ロミンゲル率いるクラス・カーハストールはメカトラブルで遅れた上ルール違反で1分のペナルティを与えられ大きくタイムロス。大きなハンデを負う事となった。
第5ステージでは後にアームストロング復活のキーマンとなるヨハン・ブリュイネールが当時の最高速記録をマークして区間優勝した。
第7ステージでは少人数の逃げが成功。第4ステージの貯金で上位につけていたヨハン・ムセウがマイヨ・ジョーヌを獲得。区間優勝したビャルヌ・リースと4位のアルバロ・メヒアもこの逃げで順位を大きく上げた。
前述した通り、後に7連覇を達成することになる（ただし2012年にドーピングが発覚して全て成績取消）アームストロングが第8ステージで優勝。しかしアームストロングは第12ステージにて棄権。これはレース前からのチーム監督の指示によるものだった。
アームストロングが区間優勝した第8ステージを終えてヨハン・ムセウがマイヨ・ジョーヌ。一方レース前に優勝候補の一人と目されていたツェーレは興奮した観客が振り回したジャンパーをタイヤに巻き込み転倒、2分以上の遅れを取りここで優勝争いから脱落していった。
インドゥラインは予定通り、第9ステージの個人タイムトライアルを制してマイヨを奪取。インドゥラインは途中パンクにより十数秒ロスするが、このときパンクしていなければ最下位にいた弟がタイムアウトで失格になるところだった。ブーニョは2位に入ったものの2分11秒差をつけられ、ロミンゲルも逆風に祟られ2分42秒遅れの4位と山岳を前に大きなハンデを負ってしまった。
第10ステージからはアルプスステージに入る。ガリビエ峠を越える第10ステージではガリビエに入る前にグランドン峠で早くもブーニョが脱落、キアプッチもガリビエで先頭集団から遅れ優勝戦線から大きく後退、第9ステージのタイムトライアルで好調だったエリック・ブロイキンクもメカトラブルで脱落してしまった。　ロミンゲルが区間優勝したが、インドゥラインはゴール直前までマークするという強さを見せ、マイヨをがっちりとキープ。
ツール・ド・フランス史上最高峰となるボネット峠を越える第11ステージではかつての山岳王ロベルト・ミラーが全盛期を髣髴とさせる逃げを見せるが、ゴールとなるイゾラ2000への登りでインドゥラインが牽引する先頭集団に捉えられてしまった。　この後ゴール数キロ手前までミラー、ゼノン・ヤスクワらがアタックを繰り広げるものの全てインドゥラインに潰され、最終的にアタックを成功させたのはロミンゲルだった。インドゥラインはロミンゲルを逃がさずゴールまでマークしきったものの、最後にロミンゲルに譲り2日続けての2位となった。
一方、このステージでは膝痛に悩まされ続けたローラン・フィニョンがサポートカーの治療を受けながらレースを続けるもののイゾラ2000の中腹で力尽きリタイア。最後のツールを不本意な形で去ることになった。
第15ステージからはピレネーステージ。ここではコロンビアのオリベリオ・リンコンが素晴らしい逃げを見せ区間優勝した。ここに入っても、山岳ステージでは無理をしない走りを見せるインドゥラインは、総合2位につけるメヒア、同3位のヤスクワ、同4位のロミンゲルに対しがっちりとマーク策に出て差を縮めさせない。
カテゴリー1級と2級の山岳が5つ重なる最大の難関である第16ステージではロミンゲルとインドゥラインの一騎討ちの様相を見せたが、ここまでアシストなしでインドゥラインらに食らいついてきたヤスクワが最後の最後に追いつきゴール直前で捲って勝利した。　このステージのゴール地点、サンラリー・スランは真夏にもかかわらず気温5度まで低下。寒さに弱いメヒアは前年にラルプ・デュエズで優勝しチーム内順列でも上位にいたアンドリュー・ハンプステンの援護を受けるものの大きく遅れてしまった。　一方、この年で引退が決まっている1987年の三冠王ステファン・ロシュは不調の続くエースのキアプッチを見捨てて猛然と追撃を敢行、上位の3人にあわや追いつくかというところまで肉薄した。
ピレネー最終の第17ステージで、今大会不調のキアプッチが逃げを決め漸く区間優勝を果たすが、インドゥラインとはまだ14分19秒差の6位。インドゥラインを追い詰めることは不可能となった。また、ステージ終盤で総合5位のビャルヌ・リースを擁するアリオステアチームが追撃し差を縮めたため思いのほかタイム差も稼ぐことができず順位も上げることにも失敗した。
ところで、インドゥラインの3連覇は山岳ステージを終えた時点でほぼ決まりの状況となったが、第19ステージの個人タイムトライアルでロミンゲルが何とインドゥラインを42秒差制して区間優勝。ヤスクワ、メヒアを抜き一気に2位に躍り出た。むろん、インドゥラインとのタイム差はまだ4分59秒もあり、残りあと1ステージしかないことから総合優勝は無理な状況ではあったが、個人TTでは無敵の状態を誇るインドゥラインを負かしたことに大きな意味があった。ヤスクワは直前に行われたツール・ド・スイスではロミンゲルを上回るタイムを残していたものの、ここでは1分48秒及ばず区間、総合とも3位。メヒアは3分以上遅れたため表彰台から転落してしまった。
しかし、終わってみればインドゥラインが終始危なげない戦い方を見せつけて3連覇。さらにダブルツールも連覇達成という、史上初の快挙達成。ちなみにダブルツール連覇というのは今もなお、インドゥラインしか成し得ていない。

## その他
- アームストロングはこの年の世界自転車選手権を制した。

- ローラン・フィニョンにとって最後のツール出場となったが、第11ステージで棄権した。

- 地元フランス勢の低迷が深刻化した大会だった。表彰台はおろかベスト10入りすら果たせず、山岳スペシャリストのジャンフィリップ・ドジュワの15位が最高だった。

- 新人賞を獲得したアントニオ・マルティンはシーズン終了後にバネストへ移籍。インドゥラインのアシストとしての活躍が期待されていたがトレーニング中に交通事故に遭い死亡してしまった。

## 総合成績
| 順位 | 選手名                           | 国籍           | チーム       | 時間        |
| ---- | -------------------------------- | -------------- | ------------ | ----------- |
| 1    | ミゲル・インドゥライン           | スペイン       | Team Banesto | 95h 57' 09" |
| 2    | トニー・ロミンゲル               | スイス         | Clas         | 4' 59"      |
| 3    | ゼノン・ヤスクワ                 | ポーランド     | GB-MG        | 5' 48"      |
| 4    | アルバロ・メヒア                 | コロンビア     | Motorola     | 7' 29"      |
| 5    | ビャルヌ・リース                 | デンマーク     | Ariostea     | 16' 26"     |
| 6    | クラウディオ・キアプッチ         | イタリア       | Carrera      | 17' 18"     |
| 7    | ヨハン・ブリュイネール           | ベルギー       | ONCE         | 18' 04"     |
| 8    | アンドリュー・ハンプステン       | アメリカ合衆国 | Motorola     | 20' 14"     |
| 9    | ペドロ・デルガド                 | スペイン       | Banesto      | 23' 57"     |
| 10   | ウラディミール・ポルニコフ       | ウクライナ     | Carrera      | 25' 29"     |
| 11   | ジャンニ・ファレシン             | イタリア       | ZG MOBILI    | 29' 05"     |
| 12   | アントニオ・マルティン・ベラスコ | スペイン       | Amaya        | 29' 51"     |
| 13   | ステファン・ロッシュ             | アイルランド   | Carrera      | 29' 53"     |
| 14   | ロベルト・コンティ               | イタリア       | Ariostea     | 30' 05"     |
| 15   | ジャンフィリップ・ドジュワ       | フランス       | Festina      | 30' 24"     |
| 16   | オリベリオ・リンコン             | コロンビア     | Amaya        | 33' 19"     |
| 17   | アルベルト・エリー               | イタリア       | Ariostea     | 33' 29"     |
| 18   | ホン・ウンザガ                   | スペイン       | Clas         | 38' 09"     |
| 19   | リシャール・ビランク             | フランス       | Festina      | 38' 12"     |
| 20   | ジャンニ・ブーニョ               | イタリア       | Gatorade     | 40' 08"     |